# The Humane League
The Humane League (THL) est une organisation à but non lucratif internationalle visant à réduire la maltraitance animale. Elle interagit avec les entreprises, les médias et la communauté et notamment au Royaume-Uni, aux États-Unis, au Mexique et au Japon. THL met en avant une alimentation végétalienne, conduit des recherches sur l'efficacité de diverses interventions, et travaille à obtenir des engagements de bien-être animal de la part des entreprises. THL a été fondée en 2005 à Philadelphie par Nick Cooney.
THL a reçu plus de 20 millions de dollars en subventions de Open Philanthropy,,. et a été l'une des principales recommandations de Animal Charity Evaluators depuis 2012.

## Activisme
THL a participé à plus de 100 campagnes visant à convaincre les entreprises mondiales de s'engager à ne pas utiliser d'œufs issus de l'élevage en batterie après une certaine date. Parmi les entreprises s'étant engagées, il y a Sodexo, Mariott International, Costco, Grupo Bimbo, Starbucks, Compass Group et Dunkin' Donuts. Open Philanthropy a écrit en 2015 que « D'autres organisations de premier plan dans les campagnes avec les entreprises nous ont régulièrement signalé que THL jouait un rôle clé dans ces campagnes. »
À la suite de négociations avec THL, United Egg Producers — qui représente les entreprises qui produisent 95 % de tous les œufs produits aux États-Unis — a annoncé qu'elle éliminerait l'abattage des poussins mâles d'ici 2020. L'abattage des poussins fait référence à l'abattage systématique des poussins mâles (qui sont inutiles pour la viande ou la ponte), généralement en les gazant ou en les broyant vivants. United Egg Producers a poursuivi l'abattage des poussins malgré cet engagement, déclarant en 2021 continuer de chercher « une alternative éthique et économiquement réalisable à la pratique de l'abattage des poussins mâles dans les couvoirs. »,.
THL promeut également l'adoption par les entreprises du European Chicken Commitment, qui vise à améliorer le bien-être des poulets de chair dans les élevages intensifs.
En 2021, THL a publié un rapport affirmant que 99 % des poulets de marque américaine souffraient de stries blanches, une maladie de la volaille provoquant « des taux élevés créatine kinase sérique, une augmentation de la teneur en graisse dans le muscle pectoral, de grossières stries blanches dans la direction des fibres musculaires, et une hypertrophie des muscles pectoraux similaires à la dystrophie musculaire héréditaire ».

### Support aux organisations de bien-être animal
THL cherche à renforcer le mouvement de défense des animaux. Il accorde des subventions, augmente la collaboration entre les organisations, héberge des initiatives de volontariat en ligne, organise des événements et aide au recrutement et à la formation.
THL a créé en 2016 l'Open Wing Alliance, une coalition mondiale de plus de 100 organisations de protection des animaux visant à mettre fin à l'utilisation de cages dans la production d'œufs,. Au cours des années suivantes, THL a reçu des millions de dollars de dons de la part d'Open Philanthropy pour continuer à développer et à soutenir l'Open Wing Alliance.

### Mise en avant du véganisme
Depuis 2008, THL sensibilise le public à l'élevage intensif et milite en faveur d’un mode de vie végane. THL utilise réseaux sociaux, publicités en ligne, médias, tracts et livres de cuisine.

### Recherche
THL a fondé en 2013 une unité de recherche appelée « The Humane League Labs », qui évalue l'efficacité de différentes stratégies de défense des animaux. Depuis juin 2016, The Humane League Labs prévoit d'évaluer dans quelle mesure différentes activités militantes motivent l'achat de produits végétaliens,. Vegan Publishers a critiqué la méthodologie et les rapports des études précédentes du Humane League Lab.

## Réception
Les publicités végétaliennes en ligne de THL ont été discutées et critiquées sur LessWrong  et par l'utilitariste négatif Brian Tomasik.
Notamment grâce à la recommandation de Animal Charity Evaluators, THL a été perçue positivement par le mouvement altruiste efficace. Raising for Effective Giving a classe THL comme un organisme de bienfaisance remarquable pour le bien-être des animaux. Le Chronicle of Philanthropy a cité l'exemple d'un altruiste efficace qui a choisi de poursuivre une carrière dans la finance afin de gagner beaucoup d'argent pour en faire don à THL pour lui permettre de dépenser plus agressivement dans la poursuite de ses objectifs.
En 2022, THL demeure l'une des principales recommendations de Animal Charity Evaluators depuis 2012.

## Financement

### Open Philanthropy
Open Philanthropy a accordé plusieurs subventions de « soutien général » : 1 million de dollars en 2016, 10 millions de dollars en 2018, 7 millions de dollars en 2021, et 8,3 millions de dollars en 2022. Il a accordé des subventions à THL pour soutenir et développer l'Open Wing Alliance. Il a également accordé des subventions pour des projets spécifiques tels que des campagnes anti-cages ou pour aider THL à soutenir l'Open Wing Alliance.